# Wolfgang Wüster
Wolfgang Wüster (* 17. Februar 1964 in Hamburg) ist ein deutsch-britischer Herpetologe. Sein Forschungsschwerpunkt sind die Giftschlangen.

## Leben
Im Alter von 14 Jahren zog Wüster mit seinen Eltern nach Großbritannien. 1985 erlangte er den Tripos in Naturwissenschaften und Zoologie an der University of Cambridge mit Auszeichnung. Von 1985 bis 1986 war er Techniker an der radiobiologischen Einheit der Medical Research Council in Harwell. 1990 wurde er mit der Dissertation Population Evolution of the Asiatic Cobra (Naja naja) Species Complex zum Ph.D. an der University of Aberdeen promoviert. Von 1990 bis 1993 war er Postdoc-Stipendiat des Natural Environment Research Council an der zoologischen Abteilung der University of Aberdeen. Von 1994 bis 1995 war er Postdoc an der School of Biological Sciences der Bangor University. Von 1995 bis 1999 war er Forschungsstipendiat des Wellcome Trust an der School of Biological Sciences der Bangor University. Von 1999 bis 2012 war er Lecturer, von 2012 bis 2019 Senior Lecturer, von 2020 bis 2022 Reader und seit 2023 Professor an der School of Biological Sciences der Bangor University. 
Wüsters Forschungsinteressen konzentrieren sich auf die Ursachen der Variation in der Giftzusammensetzung innerhalb der Arten und zwischen eng verwandten Arten, die Herkunft und Entwicklung von Gift und Giftstofffamilien, die Biodiversität von Giftschlangen, den breiteren Einfluss von Gift auf die Interaktionen zwischen Schlangen und anderen Biota sowie die biogeographische Geschichte verschiedener Gruppen.
Wüster hat etwa 180 wissenschaftliche Arbeiten zu verschiedenen herpetologischen Themen verfasst. Zu den jüngsten Beiträgen gehören Beschreibungen neuer Arten, insbesondere von Kobras, mehrere Studien darüber, wie die natürliche Auslese die Evolution der Schlangengifte vorantreibt und der Nachweis der wahrscheinlichen Anfälligkeit der einheimischen Fauna Madagaskars für die Hautgifte der invasiven Schwarznarbenkröte (Duttaphrynus melanostictus). Von 2002 bis 2009 war er wissenschaftlicher Herausgeber des Herpetological Journal, der wissenschaftlichen Publikation der British Herpetological Society. 
2023 beschrieb Wüster die möglicherweise ausgestorbene Ringhalskobraart Hemachatus nyangensis aus Simbabwe, die 1961 von Donald G. Broadley entdeckt und seit den 1980er Jahren nicht mehr nachgewiesen wurde.
Ferner war er an folgenden Erstbeschreibungen beteiligt:
- Naja mandalayensis Slowinski & Wüster 2000
- Drymarchon caudomaculatus Wüster, Yrausquin & Mijares-Urrutia 2001
- Lycodon cardamomensis Daltry & Wüster 2002
- Naja nubiae Wüster & Broadley 2003
- Naja ashei Wüster & Broadley 2007
- Naja senegalensis Trape, Chirio & Wüster 2009
- Afronaja Wallach, Wüster & Broadley 2009
- Acanthophis cryptamydros Maddock, Ellis, Doughty, Smith & Wüster 2015
- Naja guineensis Broadley, Trape, Chirio, Ineich & Wüster 2018
- Naja savannula Broadley, Trape, Chirio & Wüster 2018